# Gora pri Komendi
Gora pri Komendi je naselje v Občini Komenda.